# Senecio miniauritus
Senecio miniauritus là một loài thực vật có hoa trong họ Cúc. Loài này được Sagást. & M.O.Dillon miêu tả khoa học đầu tiên năm 1985.